# Roy (Vorname)
Roy ist ein keltischer Vorname, war ursprünglich hauptsächlich in Irland verbreitet und bedeutet „rot/rothaarig“ von gälisch ruadh.
Der Name Roy kann auch biblische, das heißt hebräische Wurzeln haben. Er ist dann das hebräische Wort ro'e (רועה) für "Hirte" mit der angehängten Possessiv-Endung -i (י), die vor allem im Bibelhebräischen gebraucht wird. Im modernen Hebräischen, im Ivrit, wird für ein Besitzverhältnis meist ein neugebildetes Possessivpronomen nach indogermanischen Vorbildern benutzt, das aus den Elementen sche- (ש) "welcher/welche/welches", le (ל) für "zu" und der hebräische Possessiv-Endung, hier "-i", besteht. Der  Ivrit-Ausdruck ro'e scheli (רועה שלי) für "mein Hirte" ist eigentlich folgende Nebensatzkonstruktion: ein Hirte, welcher zu mir (gehört).
Eine Variante ist Roi.

## Verbreitung
In Deutschland wird der Name Roy seit Mitte der 1930er Jahre jährlich vergeben, er gilt aber als mäßig beliebt. Der Name wurde von 2010 bis 2023 etwa 200 Mal vergeben. Roy wird in Österreich seit 1984 vergeben, er ist aber nicht sehr verbreitet. Im Jahr 2023 belegte er Rang 1753. Der Name kommt in der Schweiz seit Mitte der 1950er Jahre jedes Jahr in der Namensgebung vor. In den letzten 10 Jahren wurde er circa 90 Mal vergeben. In Frankreich wird der Name seit 1945 vergeben und seit Mitte der 1970er Jahre sogar alljährlich. In den letzten 10 Jahren wurden rund 200 Jungen so genannt. Roy wird in den Niederlanden seit 1930 regelmäßig bei der Namenswahl berücksichtigt. Von Mitte der 1960er bis kurz nach der Jahrtausendwende zählte er zu den beliebten Namen. In Belgien ist der Name mäßig beliebt. Von 1995 bis 2022 wurden rund 470 Kinder so genannt.
Roy war in Norwegen von 1950 bis 1980 ein sehr beliebter Jungenname, seitdem ist seine Vergabe rückläufig. Seit der Jahrtausendwende wird er nur noch selten gewählt. In Schweden und Dänemark wird er eher selten bei der Namenswahl berücksichtigt.
Der Name ist in Irland seit 1964 fast jedes Jahr in den Hitlisten anzutreffen, er ist aber nur mäßig beliebt. In Schottland war Roy von 1935 bis Mitte der 1970er Jahre in den Top-100. Der Name wird in England und Wales seit 1996 nur selten vergeben.
In den USA ist der Name seit 1880 alljährlich in den Hitlisten anzutreffen. In den Top-30 befand er sich zwischen 1883 und 1910. Bis zum Jahr 1968 war er dann regelmäßig in den Top-100. Danach ließ seine Beliebtheit stark nach. Im Jahr 2023 belegte er nur noch Platz 552. Von 1920 bis Mitte der 1960er Jahre war Roy in Kanada in den Top-100 zu finden. In Neuseeland gehörte er von 1900 bis Mitte der 1950er Jahre zu den Top-100.

## Namensträger

### Roy
- Roy Andersson (* 1943), schwedischer Filmregisseur
- Roy Andrewartha (1938–2020), walisischer Snookerspieler
- Roy Ayers (1940–2025), US-amerikanischer Vibraphonist, Sänger, Komponist und Arrangeur
- Roy Bargy (1894–1974), US-amerikanischer Pianist
- Roy Chester Bell (1907–1977), US-amerikanischer Baseballspieler, siehe Beau Bell (Baseballspieler)
- Roy Bhaskar (1944–2014), britischer Philosoph
- Roy Black (eigentlich Gerhard Höllerich; 1943–1991), deutscher Schlagersänger und Schauspieler
- Roy Blankenburg (* 1986), deutscher Fußballspieler
- Roy Buchanan (1936/39–1988), US-amerikanischer Gitarrist
- Roy Yorke Calne (1930–2024), britischer Chirurg
- Roy Cansdale (1943–2024), britischer Jazzmusiker
- Roy Chipolina (* 1983), gibraltarischer Fußballspieler
- Roy Clark (1933–2018), US-amerikanischer Country-Musiker
- Roy Dowling (1901–1969), australischer Marineoffizier
- Roy Dupuis (* 1963), kanadischer Schauspieler
- Roy Etzel (1925–2015), deutscher Trompeter und Bandleader
- Roy Fielding (* 1965), US-amerikanischer Informatiker
- Roy Gerards (* 1989), niederländischer Poolbillardspieler
- Roy Gerson (1959–2023), US-amerikanischer Jazzmusiker
- Roy Hargrove (1969–2018), US-amerikanischer Jazzmusiker
- Roy Hassan (* 1982), israelischer Fußballschiedsrichterassistent
- Roy Hodgson (* 1947), englischer Fußballspieler und -trainer
- Roy Horn (1944–2020), Magier des Duos Siegfried und Roy
- Roy Jenkins (1920–2003), britischer Politiker
- Roy Jones junior (* 1969), US-amerikanischer Boxer
- Roy Keane (* 1971), irischer Fußballspieler
- Roy Lichtenstein (1923–1997), US-amerikanischer Künstler
- Roy Peter Link (* 1982), deutscher Schauspieler
- Roy Makaay (* 1975), niederländischer Fußballspieler
- Roy William Neill (1887–1946), irischer Schauspieler
- Roy Neuberger (1903–2010), US-amerikanischer Finanzier und Kunstmäzen
- Roy Newman (1899–1981), US-amerikanischer Country-Musiker
- Roy Newman (1922–1970), US-amerikanischer Automobilrennfahrer
- Roy Oppenheim (1940–2025), Schweizer Kulturpublizist und Medienmanager
- Roy Orbison (1936–1988), US-amerikanischer Musiker
- Roy Pellett (1935–2019), britischer Jazzmusiker
- Roy Ravana Junior (1993–2014), fidschianischer Leichtathlet
- Roy Redgrave (1873–1922), englischer Schauspieler
- Roy Redgrave (1925–2011), britischer Generalmajor
- LaRoy Reynolds (* 1990), US-amerikanischer American-Football-Spieler
- Roy Robertson-Harris (* 1993), US-amerikanischer American-Football-Spieler
- Roy Rogers (1911–1998), US-amerikanischer Country-Sänger
- Roy Saari (1945–2008), US-amerikanischer Schwimmer
- Roy Salvadori (1922–2012), britischer Automobilrennfahrer
- Roy Scheider (1932–2008), US-amerikanischer Schauspieler
- Lee Roy Selmon (1954–2011), US-amerikanischer American-Football-Spieler
- Roy Simmons (1956–2014), US-amerikanischer American-Football-Spieler
- Roy Spring (* 1963), Schweizer Journalist und Autor
- Roy Steffensen (* 1980), norwegischer Politiker
- Roy Travis (1922–2013), US-amerikanischer Komponist
- Roy Wagner (* 1973), israelischer Mathematiker und Wissenschaftshistoriker
- Roy Wilkins (1901–1981), US-amerikanischer Aktivist und Bürgerrechtler
- Roy Zimmerman (* 1957), US-amerikanischer Musiker, Songwriter und Satiriker

### Roi
- Roi Reinshreiber (* 1980), israelischer Fußballschiedsrichter